# (2453) Wabash
(2453) Wabash (A921 SA; 1936 MG; 1974 XD; 1979 UC2) ist ein ungefähr 19 Kilometer großer Asteroid des äußeren Hauptgürtels, der am 30. September 1921 vom deutschen (damals: Weimarer Republik) Astronomen Karl Wilhelm Reinmuth an der Landessternwarte Heidelberg-Königstuhl auf dem Westgipfel des Königstuhls bei Heidelberg (IAU-Code 024) entdeckt wurde. Er gehört zur Eos-Familie, einer Gruppe von Asteroiden, die nach (221) Eos benannt ist.

## Benennung
(2453) Wabash wurde nach Bob „Wabash“ Warshow benannt, der in der zentralen Recheneinrichtung des Harvard-Smithsonian Center for Astrophysics tätig ist. In seiner Freizeit ist er Speläologe. Die Benennung wurde vom Astronomen Brian Marsden aus dem Vereinigten Königreich vorgeschlagen.